# Didymodon luehmannii
Didymodon luehmannii är en bladmossart som beskrevs av Catcheside 1980. Didymodon luehmannii ingår i släktet lansmossor, och familjen Pottiaceae. Inga underarter finns listade i Catalogue of Life.